# Silene pseudaucheriana
Silene pseudaucheriana är en nejlikväxtart som beskrevs av Melzh. Silene pseudaucheriana ingår i släktet glimmar, och familjen nejlikväxter. Inga underarter finns listade i Catalogue of Life.